# Brian Holm
Pour les articles homonymes, voir Holm.
Brian Holm Sørensen, né le 2 octobre 1962 à Kastrup, est un coureur cycliste danois, professionnel de 1986 à 1998. Il est ensuite devenu directeur sportif et est actuellement membre de l'équipe Deceuninck-Quick Step. Son jeune frère Claus Michael Holm a été professionnel en 1999 et 2000 puis de nouveau en 2012 où il est membre de l'équipe continentale J.Jensen-Sandstød Salg og Event.
Il a notamment couru pour Telekom de 1993 à 1997 et a fait partie de l'équipe qui a amené son compatriote Bjarne Riis à une victoire controversée dans le Tour de France 1996.

## Biographie
Brian Holm passe professionnel en 1986. Il court pour l'équipe Telekom de 1993 à 1997. Lors du Tour de France 1996, il est l'un des équipiers de son compatriote et leader Bjarne Riis, vainqueur de cette épreuve, mais qui a par la suite avoué avoir pris de l'EPO. Le plus grand succès individuel de Brian Holm reste sa victoire sur Paris-Bruxelles en 1991. Il a terminé le Tour de France à sept reprises, sa meilleure position étant 60e en 1990 .
Holm a également participé sur piste à deux reprises aux Jeux olympiques de 1984 et 1996. En 1984, il prend la cinquième place avec l'équipe de poursuite danoise (Dan Frost, Michael Marcussen et Jørgen V. Pedersen).
Après sa carrière de cycliste professionnel, en 1998, il a tenu un café dans la ville de Frederiksberg, en conservant des fonctions au sein de la Fédération danoise de cyclisme. En 2003, il est nommé directeur sportif adjoint de l'équipe Telekom. 
En février 2004, on lui diagnostique un cancer de l'intestin, qui parvient à être soigné. Il écrit un livre pendant cette période : « Smerten, Glæden. Erindringer fra et liv på cykel » (La douleur, la joie. Souvenirs d'une vie à vélo). Après son expérience avec le cancer, Holm a créé La Flamme Rouge, comme un moyen de recueillir des fonds pour des organisations caritatives soutenant avec le sport les patients atteints de cancer. La Flamme Rouge vend divers produits tels que des vêtements de cyclisme conçus pour eux par Paul Smith. Mark Cavendish est l'un de ses ambassadeurs.
En 2007, son poste de directeur sportif adjoint de l'équipe cycliste T-Mobile est reconduit. À la suite du retrait du sponsor T-Mobile, cette équipe devient américaine et son nom change à plusieurs reprises durant les années suivantes : Columbia, puis HTC-Columbia, et HTC-Highroad. À la fin de l'année 2011, faute de sponsor, elle disparaît. Brian Holm, resté jusque-là dans son encadrement, est recruté pour 2012 par l'équipe belge Omega Pharma-Quick Step.
En novembre 2013, il a été élu conseiller municipal à Frederiksberg, une ville formant une enclave dans la municipalité de Copenhague. Il s'est présenté aux élections en tant que candidat du Parti populaire conservateur.
2014, il a été signalé pour des actes obscènes en présence d'un enfant, mais a été innocenté par un tribunal danois.

## Dopage
Dans son autobiographie de 2002, il admet avoir utilisé le dopage dans les années 1990. Cela ne lui a pas coûté son poste de manager de l'équipe nationale danoise, malgré quelques inquiétudes quant à son rôle de modèle pour les jeunes coureurs. En mai 2007, comme plusieurs coureurs de l'équipe Telekom, il reconnait avoir utilisé de l'EPO durant sa carrière de coureur.

## Palmarès sur route

### Palmarès amateur
- 1980
  -  Champion du Danemark sur route juniors
  -  Champion du Danemark du contre-la-montre par équipes juniors
  - 2e du championnat du Danemark du contre-la-montre juniors
  - 3e du championnat du Danemark du contre-la-montre par équipes
  -  Médaillé de bronze au championnat du monde du contre-la-montre par équipes juniors
- 1982
  -  Champion du Danemark du contre-la-montre par équipes
- 1983
  - 7e étape du Tour de Suède
  - Duo normand (avec Jack Olsen)
  - Chrono Madeleinois
  - 3e du championnat du Danemark du contre-la-montre par équipes
- 1984
  - Grand Prix de Lillers
  - 4e étape du Grand Prix François-Faber
  - 2e du Grand Prix François-Faber
- 1985
  - Champion des Pays nordiques du contre-la-montre par équipes (avec John Carlsen, Jesper Skibby et Jack Arvid Olsen)
  - 3e du championnat du Danemark du contre-la-montre par équipes
  - 4e du championnat du monde sur route amateurs

### Palmarès professionnel
| - 1986 - Circuit des frontières - 3e du Trophée Baracchi (avec Jesper Skibby) - 1988 - 2e du Grand Prix de la Libération (contre-la-montre par équipes) - 1989 - 3e du Grand Prix de la Libération (contre-la-montre par équipes) - 1990 - Champion du Danemark sur route - Grand Prix Wielerrevue - 3e étape du Tour d'Armorique - 1991 - Paris-Camembert - Paris-Bruxelles - 1992 - 2e du Circuit des bords flamands de l'Escaut | - 1994 - 3e du Grand Prix de Denain - 1995 - 6e étape du Boland Bank Tour - 2e du championnat du Danemark sur route - 1996 - 3e d'À travers la Belgique - 7e de Paris-Roubaix - 1997 - 3e du Grand Prix E3 - 1998 - 3e étape du Tour du Danemark |  |

## Résultats sur les grands tours

### Tour de France
7 participations
- 1987 : 110e
- 1989 : 109e
- 1990 : 60e
- 1991 : 124e
- 1992 : 76e
- 1993 : 77e
- 1996 : 107e

### Tour d'Italie
2 participations
- 1987 : 100e
- 1992 : 86e

### Tour d'Espagne
1 participation
- 1989 : 101e

## Palmarès sur piste

### Championnats nationaux
- 1983
  -  Champion du Danemark de poursuite par équipes amateurs (avec Michael Marcussen, Jørgen Vagn Pedersen et Dan Frost)
- 1984
  -  Champion du Danemark de poursuite par équipes amateurs (avec Michael Marcussen, Jørgen Vagn Pedersen et Dan Frost)

## Biographie
- Smerten - glæden : erindringer fra et liv på cykel, Hovedland, Danemark, 2002.   (ISBN 87-7739-588-3). Une autobiographie écrite en danois. Le titre peut être traduit par « La douleur - la joie : souvenirs d'une vie sur le vélo ».
- Den sidste kilometer - En bog om at blive klogere, People's Press, Danemark, 2009,  (ISBN 978-87-7055-755-9). Un livre en danois sur son cancer. Le titre peut être traduit par « Le dernier kilomètre - Un livre pour devenir plus sage ».